# کلاین ههلن
کلاین ههلن (به آلمانی: Klein Hehlen) یک منطقهٔ مسکونی در آلمان است که در تسله واقع شده‌است. کلاین ههلن ۵٬۶۷۹ نفر جمعیت دارد.